# Akagi (tàu sân bay Nhật)
Akagi (tiếng Nhật: 赤城; Hán-Việt: Xích Thành) là một tàu sân bay của Hải quân Đế quốc Nhật Bản hoạt động trong Chiến tranh Thế giới thứ hai, được đặt tên theo núi Akagi thuộc tỉnh Gunma. Tàu được đặt lườn như một tàu chiến-tuần dương và thuộc lớp Amagi, Akagi được cải biến thành tàu sân bay trong lúc còn đang được chế tạo nhằm tuân thủ theo những điều khoản của Hiệp ước Hải quân Washington. Sau khi Đế quốc Nhật Bản rút lui khỏi hiệp ước vào cuối năm 1934, con tàu được tái cấu trúc từ năm 1935 đến năm 1938, khi ba sàn cất hạ cánh được gộp chung thành một sàn đáp duy nhất mở rộng và một đảo cấu trúc thượng tầng. Là chiếc tàu sân bay Nhật Bản thứ hai được đưa vào hoạt động và là chiếc tàu sân bay lớn đầu tiên (còn gọi tàu sân bay hạm đội), Akagi có vai trò nổi bật trong việc phát triển học thuyết lực lượng tấn công tàu sân bay mang tính cách mạng, trong đó tập hợp các tàu sân bay lại để có sức mạnh không lực tập trung. Học thuyết này đã giúp Nhật Bản đạt được những mục tiêu chiến lược trong sáu tháng đầu tiên của trận chiến Thái Bình Dương.
Máy bay của Akagi đã tham gia cuộc Chiến tranh Trung-Nhật vào cuối những năm 1930. Sau khi thành lập Không hạm đội 1 hoặc Kido Butai (Lực lượng Tấn công) vào đầu năm 1941, nó trở thành soái hạm cho đến hết quãng đời hoạt động. Cùng với các tàu sân bay khác, nó đã tham gia cuộc không kích Trân Châu Cảng vào tháng 12 năm 1941 và chiếm đóng Rabaul ở khu vực Tây Nam Thái Bình Dương vào tháng 1 năm 1942. Sang tháng tiếp theo, máy bay của nó đã ném bom Darwin thuộc Australia và hỗ trợ cho việc chiếm đóng Đông Ấn thuộc Hà Lan. Trong tháng 3 và tháng 4 năm 1942, máy bay của Akagi đã giúp đánh chìm một tàu tuần dương hạng nặng Anh và một tàu khu trục Úc trong cuộc Không kích Ấn Độ Dương.
Sau một đợt tái trang bị ngắn, Akagi cùng với ba tàu sân bay hạm đội khác thuộc Kido Butai đã tham gia Trận Midway vào tháng 6 năm 1942. Sau khi ném bom xuống lực lượng Hoa Kỳ trú đóng trên đảo san hô, Akagi cùng với các tàu sân bay khác bị máy bay xuất phát từ Midway và từ các tàu sân bay Enterprise, Hornet và Yorktown tấn công. Máy bay ném bom bổ nhào của Enterprise đã gây hư hại nặng cho Akagi. Khi đã trở nên rõ ràng là không thể giữ được, nó bị các tàu khu trục Nhật Bản đánh đắm để không bị lọt vào tay đối phương. Việc bị mất Akagi cùng với ba tàu sân bay hạm đội khác tại Midway là một thất bại chiến lược nghiêm trọng cho phía Nhật Bản, góp phần đáng kể cho chiến thắng sau cùng của phe Đồng Minh tại Thái Bình Dương.

## Mô tả

### Cấu trúc và hạ thủy
Akagi ban đầu được đặt lườn tại Xưởng hải quân Kure vào ngày 6 tháng 12 năm 1920 như một tàu chiến-tuần dương lớp Amagi. Tuy nhiên công việc chế tạo bị tạm dừng sau khi Nhật Bản ký Hiệp ước Hải quân Washington vào ngày 6 tháng 2 năm 1922. Hiệp ước này giới hạn việc chế tạo thiết giáp hạm và tàu chiến-tuần dương, cho dù nó cho phép cải biến hai lườn tàu thiết giáp hạm hay tàu chiến-tuần dương đang chế tạo thành tàu sân bay với trọng lượng choán nước tối đa đến 33.000 tấn Anh (34.000 t). Hải quân Đế quốc Nhật Bản đã quyết định, sau khi sở hữu chiếc tàu sân bay đầu tiên là chiếc Hōshō, sẽ tiếp tục đóng hai tàu sân bay lớn hơn và nhanh hơn để hoạt động cùng các đơn vị hạm đội chủ lực khác. Các lườn tàu chưa hoàn tất của Amagi và Akagi được chọn để hoàn tất như những tàu sân bay lớn trong khuôn khổ của chương trình chế tạo hạm đội 1924, và những chiếc tàu chiến-tuần dương còn lại trong lớp này là Atago và Takao phải hủy bỏ và tháo dỡ theo Hiệp ước Washington. Thoạt tiên một ngân khoản 24,7 triệu Yên được dành cho việc hoàn tất Akagi, và ước lượng khoảng 8 triệu Yên đã được chi ra khi công việc chế tạo ngừng lại vào tháng 2 năm 1922. Không lâu sau đó Quốc hội Nhật Bản chấp thuận một ngân khoảng bổ sung 90 triệu Yên để hoàn tất Amagi và Akagi như những tàu sân bay.

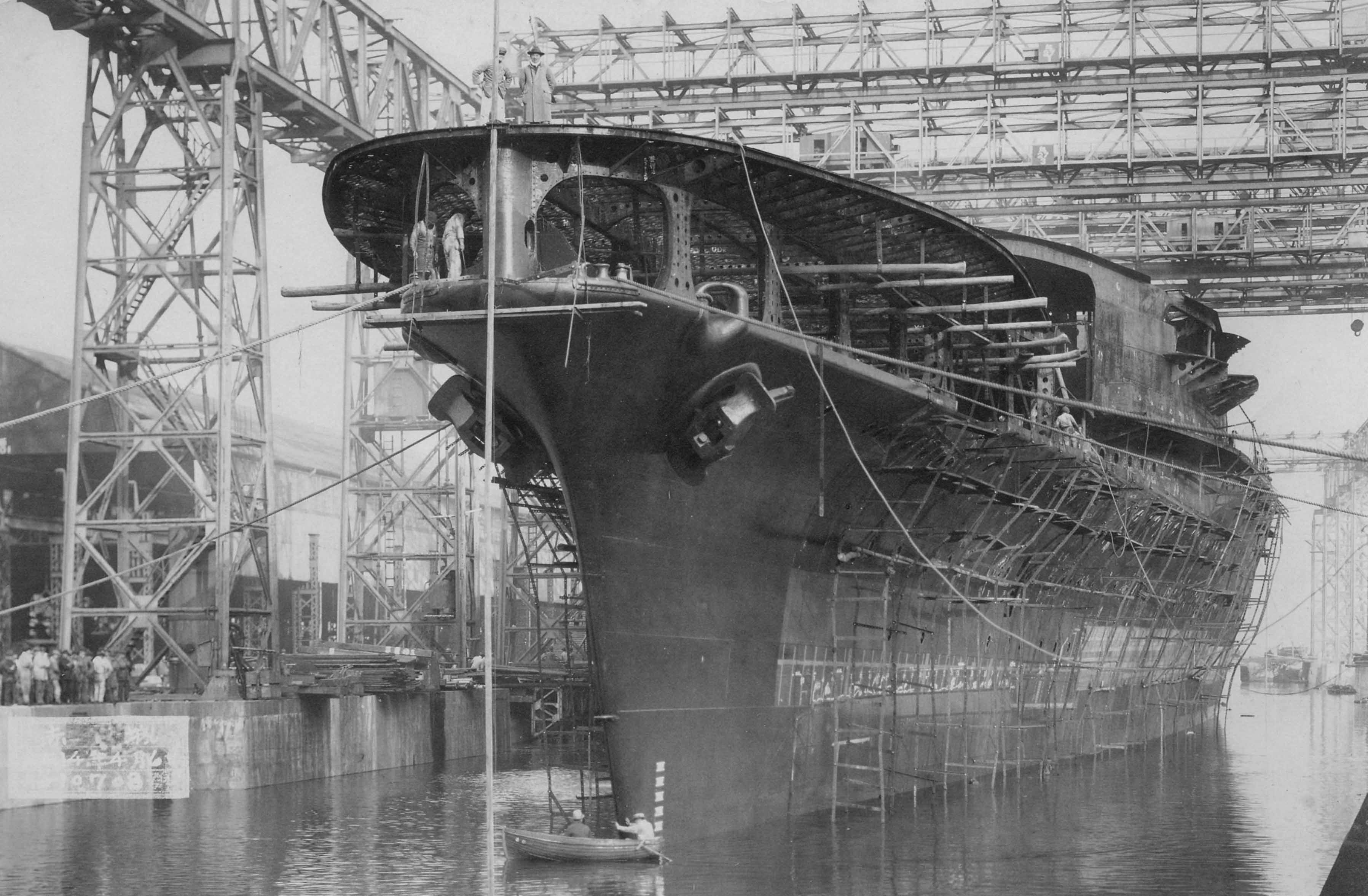
Akagi sau khi được hạ thủy tại Kure, ngày 6 tháng 4 năm 1925

Việc cấu trúc Akagi như một tàu sân bay được bắt đầu vào ngày 19 tháng 11 năm 1923. Tuy nhiên, trong trận động đất Kantō 1923 (Quan Đông đại chấn tai) ngày 1 tháng 9 năm 1923 tại khu vực Tokyo, lườn của Amagi bị hư hại nặng đến mức không thể phục hồi một cách kinh tế, nên nó bị hủy bỏ và tháo dỡ. Akagi, chiếc duy nhất còn lại trong lớp, được hạ thủy vào ngày 22 tháng 4 năm 1925 và đưa ra hoạt động tại Xưởng Hải quân Kure vào ngày 25 tháng 3 năm 1927, cho dù công việc chạy thử máy kéo dài cho đến tận tháng 11 năm 1927. Nó là chiếc tàu sân bay thứ hai được đưa vào hoạt động cùng Hải quân Đế quốc Nhật Bản, sau chiếc Hōshō và trước chiếc Kaga (nguyên cải biến từ lườn một thiết giáp hạm lớp Tosa bị hủy bỏ để thay thế cho Amagi).
Vì Akagi thoạt tiên được hình thành như một tàu chiến-tuần dương, tên của nó được đặt theo tên một ngọn núi theo thông lệ đặt tên tàu chiến của Hải quân Đế quốc Nhật Bản vào thời đó. Tên Akagi được đặt theo núi Akagi, một núi lửa lớn tại vùng Kantō. Sau khi được cải tạo thành tàu sân bay, cái tên có nguồn gốc núi này vẫn được giữ lại, tương phản với những tàu sân bay khác như Sōryū, vốn được thiết kế như những tàu sân bay ngay từ đầu và được đặt tên theo những loài chim. Trước đó, tên Akagi được đặt cho một pháo hạm thuộc lớp Maya.
Akagi được hoàn tất với chiều dài chung 261,21 mét (857 ft 0 in). Nó có mạn thuyền rộng 31 mét (101 ft 8 in) và độ sâu mớn nước 8,08 mét (26 ft 6 in) khi đầy tải. Con tàu có trọng lượng choán nước 26.900 tấn Anh (27.300 t) ở tải trọng tiêu chuẩn, và 34.364 tấn Anh (34.920 t) khi đầy tải, nhẹ hơn gần 7.000 tấn Anh (7.100 t) so với trọng lượng thiết kế như một tàu chiến-tuần dương. Thủy thủ đoàn đầy đủ của nó gồm 1.600 thành viên.

### Sự bố trí sàn cất-hạ cánh
Akagi và Kaga được hoàn tất với ba sàn cất-hạ cánh xếp thượng tầng, là những tàu sân bay duy nhất trên thế giới được thiết kế như vậy. Các tàu sân bay Anh Quốc Glorious, Courageous và Furious, nguyên được cải biến từ những "tàu tuần dương nhẹ lớn", mỗi chiếc có hai sàn cất-hạ cánh, nhưng không có chứng cứ gì là người Nhật đã sao chép kiểu mẫu của người Anh. Rất có thể đây là sự tiến hóa mang tính hội tụ những biện pháp nhằm phóng lên càng nhiều máy bay càng tốt. Sàn đáp chính của Akagi dài 190,2 mét (624 ft 0 in); sàn giữa, bắt đầu ngay phía trước cầu tàu, chỉ dài 15 mét (49 ft 3 in); và sàn dưới dài 55,02 mét (180 ft 6 in). Nghi vấn đặt ra về sự tiện dụng của sàn giữa bởi vì nó quá ngắn, chỉ một số máy bay tải trọng nhẹ mới có thể sử dụng được, ngay cả vào thời đại mà máy bay nhỏ và nhẹ hơn nhiều so với thời Thế Chiến II. Sàn đáp phía trên được nghiêng nhẹ từ giữa tàu ra phía mũi và về phía đuôi để hỗ trợ cho việc cất cánh và hạ cánh của những máy bay yếu công suất vào thời đó.

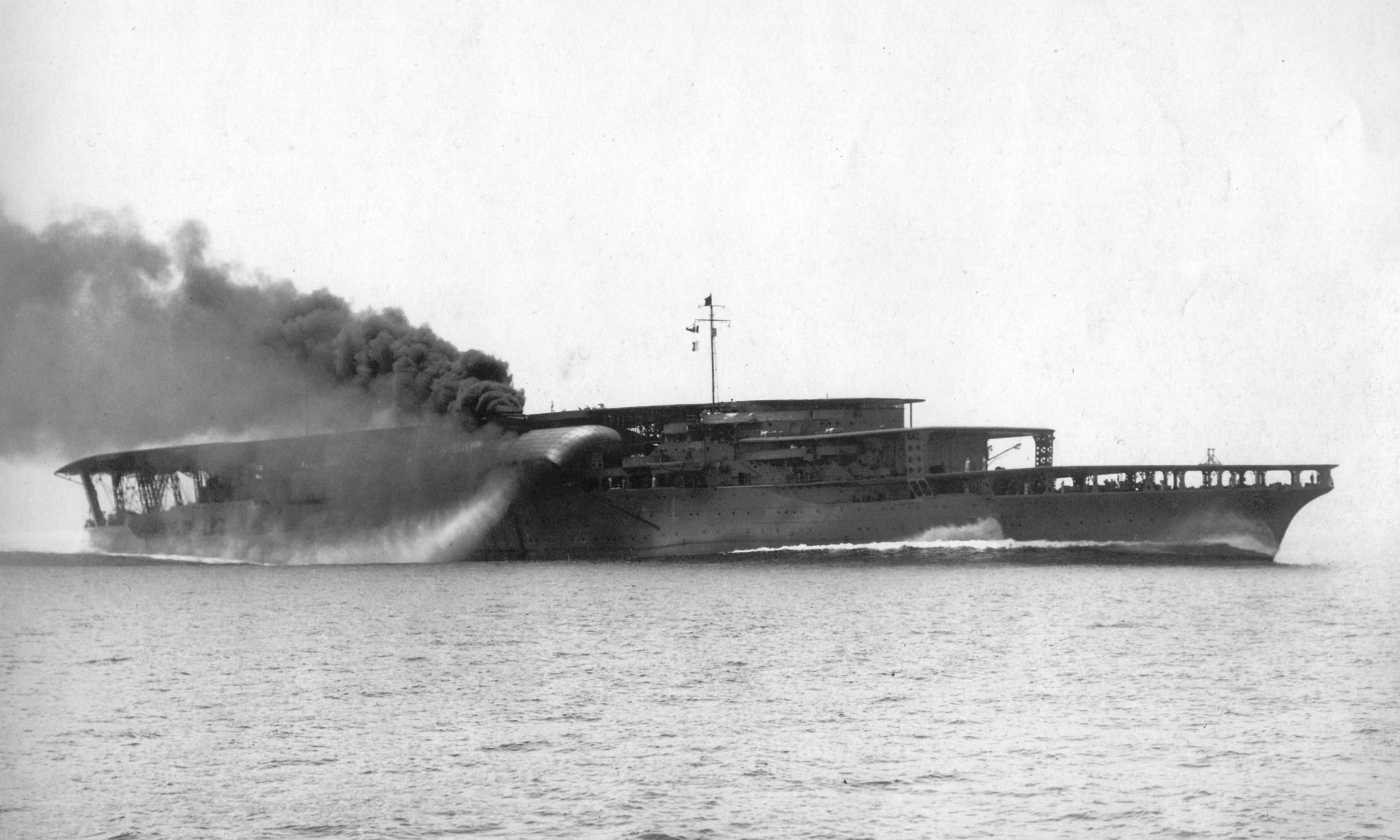
Akagi đang chạy thử máy ngoài khơi bờ biển Iyo, ngày 17 tháng 6 năm 1927, cho thấy rõ cả ba sàn cất-hạ cánh

Khi hoàn tất, con tàu có hai hầm chứa máy bay (hangar) chính và một hầm phụ thứ ba, có thể chứa tổng cộng 60 máy bay. Hầm thứ ba ở thấp nhất chỉ dùng để chứa những phần máy bay tháo rời. Hai hầm chính mở ra vào sàn cất cánh giữa và sàn cất cánh dưới, cho phép máy bay cất cánh trực tiếp từ hầm chứa, trong khi hoạt động hạ cánh diễn ra ở sàn trên. Hai hầm chính ở giữa và trên có diện tích tổng cộng khoảng 80.375 foot vuông (7.467,1 m2), trong khi diện tích của hầm dưới là 8.515 foot vuông (791,1 m2). Máy phóng không được trang bị. Thang nâng máy bay phía trước được đặt lệnh sang mạn phải và có kích thước 11,8 nhân 13 mét (38 ft 9 in × 42 ft 8 in); thang nâng phía sau đặt trên trục giữa và có kích thước 12,8 nhân 8,4 mét (42 ft 0 in × 27 ft 7 in), phục vụ cho sàn đáp bên trên và cả ba hầm chứa máy bay. Hệ thống dây hãm của nó là kiểu dọc do người Anh phát triển để sử dụng trên chiếc Furious, chúng không đáp ứng do dựa vào ma sát giữa móc hãm và dây cáp. Người Nhật nhận biết rõ khuyến khuyết của hệ thống này, do đã áp dụng trên chiếc tàu sân bay đầu tiên của họ là Hōshō, nhưng chưa có giải pháp thay thế vào lúc Akagi hoàn tất. Nó được thay thế trong đợt tái trang bị năm 1931 với hệ thống cáp ngang gồm 6 dây do Nhật Bản thiết kế, rồi đến lượt nó lại bị thay thế vào năm 1935 bằng loại Kaga Kiểu 4 (Kure shiki 4 gata). Khi chiếc tàu sân bay hoàn tất, nó không có đảo cấu trúc thượng tầng; con tàu được chỉ huy từ một vị trí bên dưới đầu trước của sàn đáp phía trên. Con tàu mang theo khoảng 150.000 galông Mỹ (570.000 l) xăng máy bay cho lực lượng không lực trên tàu.
Khi hoàn tất, Akagi mang theo một phi đoàn bao gồm 28 máy bay ném bom-ngư lôi Mitsubishi B1M3, 16 máy bay tiêm kích Nakajima A1N và 16 máy bay tuần tiễu Mitsubishi 2MR.

### Vũ khí và vỏ giáp
Akagi được trang bị mười khẩu pháo 20 cm (7,9 in)/50 caliber, gồm sáu khẩu trong các tháp pháo ụ phía đuôi và số còn lại trong hai tháp pháo nòng đôi đặt hai bên sàn cất cánh giữa. Chúng bắn ra đạn pháo nặng 110 kilôgam (240 lb) với tốc độ 3 đến 6 phát mỗi phút, với lưu tốc đầu đạn 870 m/s (2.900 ft/s); ở góc nâng 25°, chúng cho phép đạt tầm xa tối đa 22.600–24.000 mét (24.700–26.200 yd). Các tháp pháo này trên danh nghĩa có thể nâng cho đến góc 70° để cung cấp hỏa lực phòng không bổ sung, nhưng trong thực tế góc nâng tối đa chỉ đạt được 55°. Tốc độ bắn chậm và góc nạp đạn cố định ở 5° làm triệt tiêu mọi khả năng phòng không. Dàn hỏa lực hạng nặng này được bố trí trong trường hợp nó bị tấn công bất ngờ bởi tàu tuần dương đối phương và bị buộc phải tham chiến; nhưng sàn cất-hạ cánh lớn và mong manh, hầm chứa máy bay và cấu trúc thượng tầng làm cho nó trở thành một mục tiêu nổi bật hơn mọi tàu chiến trong các cuộc đụng độ mặt biển. Học thuyết về tàu sân bay vẫn còn đang được phát triển vào lúc đó, và người ta chưa nhận thức được sự phi thực tế của việc đấu pháo tay đôi của tàu sân bay.

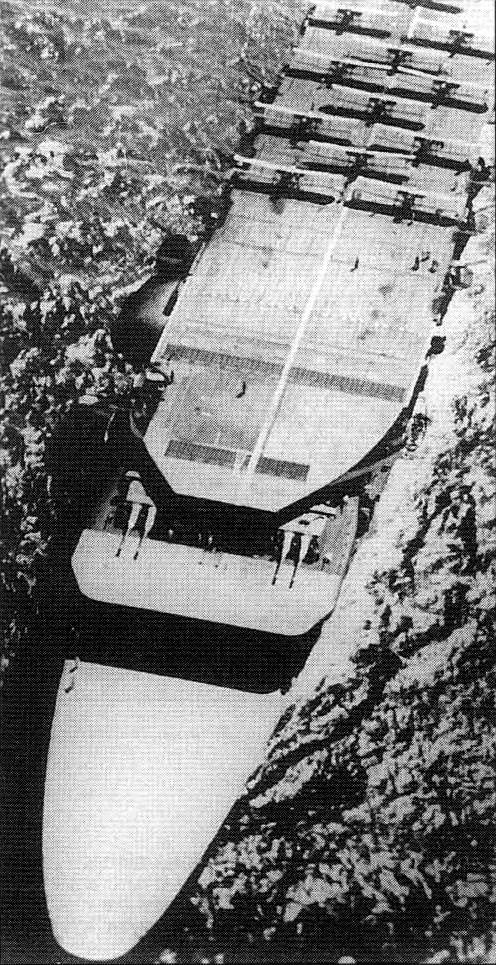
Akagi trên đường đi vào năm 1929 với máy bay trên sàn đáp trên và hai tháp pháo trên sàn cất cánh giữa

Con tàu cũng trang bị vũ khí dành riêng phòng không gồm sáu khẩu 12 cm (4,7 in)/45 caliber nòng đôi, bố trí mỗi bên mạn ba khẩu đội trên những bệ nhô bên dưới mức các ống khói, nơi chúng không thể bắn chéo qua mạn của sàn đáp. Các khẩu pháo này bắn ra đạn pháo nặng 20,3 kilôgam (45 lb) với lưu tốc đầu đạn 825–830 m/s (2.710–2.720 ft/s); ở góc nâng 45° chúng cho phép đạt tầm xa tối đa 16.000 mét (17.000 yd), và có được trần bắn tối đa 10.000 mét (11.000 yd) ở góc nâng 75°. Tốc độ bắn hiệu quả của kiểu vũ khí này là từ 6 đến 8 phát mỗi phút.
Đai giáp của Akagi có độ dày được giảm từ 254 mm (10 in) xuống còn 152 mm (6 in), và được đặt thấp hơn trong lườn tàu so với thiết kế ban đầu. Phần trên của bầu chống ngư lôi có lớp giáp dày 102 mm (4 in). Độ dày vỏ giáp sàn tàu cũng được giảm từ 96 mm (3,8 in) xuống còn 79 mm (3,1 in). Các cải biến này đã cải thiện độ ổn định của con tàu bằng cách giúp bù trừ phần trọng lượng nặng bên trên của hai hầm chứa máy bay chính.

### Động lực
Trên chiếc tàu sân bay Hōshō dẫn trước, khí nóng thoát ra từ các ống khói xoay tròn tạo ra sự nhiễu động là một mối đe dọa cho con tàu; những thử nghiệm trong hầm gió không đề xuất được giải pháp nào. Vì vậy Akagi và Kaga được cung cấp những giải pháp khác nhau để đánh giá trong điều kiện hoạt động thực tế. Akagi được bố trí hai ống khói bên mạn phải. Ống khói phía trước lớn hơn được nghiêng một góc 30° bên dưới với miệng ống hướng xuống biển, và ống khói nhỏ hơn thoát theo hướng thẳng đứng cách một khoảng đối với sàn đáp. Ống khói phía trước được trang bị một hệ thống làm mát bằng nước để giảm thiểu sự nhiễu loạn do hơi nóng thoát ra, và một nắp che có thể nâng cao để khí thải có thể thoát trong trường hợp con tàu bị nghiêng nặng và miệng ống khói chạm đến mặt nước. Kaga áp dụng một phiên bản của cấu hình này khi nó được hiến đại hóa vào giữa những năm 1930.
Akagi được hoàn tất với bốn bộ turbine hơi nước Gihon, mỗi bộ dẫn động một trục chân vịt, tạo ra tổng công suất 131.000 mã lực càng (98.000 kW). Hơi nước cho các turbine được cung cấp bởi 19 nồi hơi Kampon Kiểu B với áp suất hoạt động 20 kg/cm2 (1.961 kPa; 284 psi). Một số nồi hơi được đốt dầu, trong khi số khác sử dụng một hỗn hợp dầu và than. Khi được thiết kế như một tàu chiến-tuần dương, nó được hy vọng sẽ đạt tốc độ tối đa 28,5 hải lý trên giờ (52,8 km/h; 32,8 mph), nhưng việc giảm trọng lượng choán nước từ 41.200 tấn Anh (41.900 t) xuống còn 34.000 tấn Anh (35.000 t) đã giúp gia tăng tốc độ tối đa lên 32,5 hải lý trên giờ (60,2 km/h; 37,4 mph), vốn đã đạt được khi chạy thử máy vào ngày 17 tháng 6 năm 1927. Trữ lượng nhiên liệu của nó bao gồm 3.900 tấn Anh (4.000 t) dầu và 2.100 tấn Anh (2.100 t) than, cho phép nó tầm hoạt động 8.000 hải lý (15.000 km; 9.200 mi) ở tốc độ đường trường 14 hải lý trên giờ (26 km/h; 16 mph).

## Lịch sử hoạt động

### Các phục vụ ban đầu

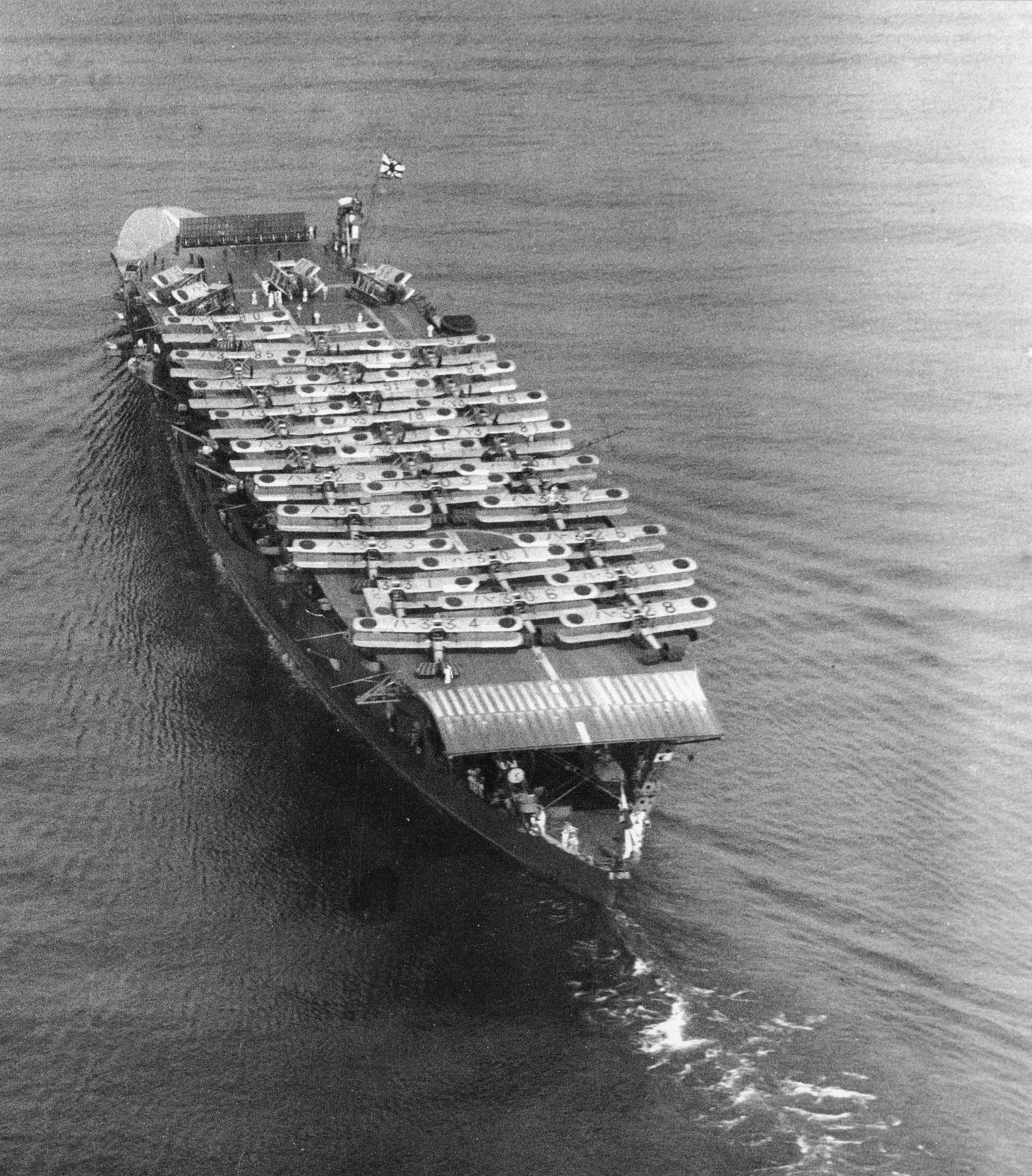
Nhìn từ phía đuôi của Akagi ngoài khơi Osaka vào ngày 15 tháng 10 năm 1934. Trên sàn đáp là những máy bay ném bom Mitsubishi B1M và B2M

Akagi gia nhập Hạm đội Liên hợp vào tháng 8 năm 1927, và được phân về Hàng không chiến đội 1 khi đơn vị này được thành lập vào ngày 1 tháng 4 năm 1928, phục vụ như là soái hạm của hải đội dưới quyền chỉ huy của Chuẩn đô đốc Sankichi Takahashi. Quãng đời hoạt động ban đầu của chiếc tàu sân bay khá an bình, bao gồm nhiều cuộc thực tập huấn luyện. Từ ngày 10 tháng 12 năm 1928 đến ngày 1 tháng 11 năm 1929, con tàu được chỉ huy bởi Yamamoto Isoroku, vị tư lệnh tương lai của Hạm đội Liên hợp.
Akagi được đưa về lực lượng dự bị hạng hai vào ngày 1 tháng 12 năm 1931 nhằm chuẩn bị cho một đợt tái trang bị ngắn, trong đó hệ thống hãm được thay thế, các hệ thống vô tuyến và thông hơi được đại tu và cải tiến. Khi hoàn tất đợt tái trang bị, Akagi trở thành một tàu dự bị hạng nhất vào tháng 12 năm 1932. Đến ngày 25 tháng 4 năm 1933, nó tiếp tục các hoạt động thường trực và gia nhập Hàng không chiến đội 2, tham gia cuộc cơ động hạm đội đặc biệt trong năm đó.
Vào lúc này, học thuyết hoạt động tàu sân bay của Hải quân Đế quốc Nhật Bản vẫn còn trong những giai đoạn đầu. Akagi cùng các tàu sân bay khác thoạt tiên được giao vai trò như những lực lượng chiến thuật hỗ trợ cho các thiết giáp hạm của hạm đội trong học thuyết của một "trận chiến quyết định" (Kantai Kessen). Trong vai trò này, máy bay của Akagi sẽ tấn công thiết giáp hạm đối phương bằng bom và ngư lôi. Các cuộc không kích nhắm vào tàu sân bay đối phương sau này (bắt đầu vào khoảng 1932–1933) được xem là có tầm quan trọng tương đương, với mục đích đạt được ưu thế trên không vào những giai đoạn đầu của trận chiến. Yếu tố cần thiết trong chiến lược này là tàu sân bay Nhật Bản phải có khả năng tấn công trước với đòn không kích phủ đầu áp đảo. Trong các cuộc thực tập chiến thuật hạm đội, các tàu sân bay bắt đầu hoạt động chung với nhau phía trước hoặc trong hàng chiến trận chính. Chiến lược mới nhấn mạnh đến tốc độ tối đa của cả tàu sân bay lẫn máy bay mà chúng mang theo, cũng như máy bay lớn hơn với tầm hoạt động xa hơn. Do đó đòi hỏi phải có sàn đáp dài hơn trên tàu sân bay để mang được những máy bay mới nặng hơn đang được đưa vào hoạt động. Kết quả là, vào ngày 15 tháng 11 năm 1935, Akagi được đưa về lực lượng dự bị hạng ba để bắt đầu một đợt hiện đại hóa rộng rãi tại Xưởng hải quân Sasebo.

### Tái cấu trúc
Công việc hiện đại hóa Akagi bao gồm khối lượng công việc ít hơn so với chiếc Kaga, nhưng bị kéo dài lâu hơn gấp ba lần do những khó khăn về tài chính liên quan đến cuộc Đại suy thoái. Ba sàn cất-hạ cánh của con tàu bị đánh giá là quá nhỏ để mang những máy bay to và nặng hơn sắp đưa vào sử dụng. Kết quả là sàn cất cánh giữa và dưới bị loại bỏ để hình thành hai tầng hầm chứa máy bay kín kéo dài gần hết chiều dài của con tàu. Diện tích tổng cộng của hai hầm trên và giữa được tăng lên đến khoảng 93.000 foot vuông (8.600 m2); trong khi tầng hầm dưới có diện tích giữ nguyên. Sàn đáp bên trên được kéo dài đến tận mũi, gia tăng chiều dài lên đến 249,17 mét (817 ft 6 in), và nâng số máy bay mang theo được lên 86 chiếc (gồm 61 chiếc hoạt động và 25 chiếc dự trữ). Một thang nâng thứ ba giữa tàu kích thước 11,8 nhân 13 mét (38 ft 9 in × 42 ft 8 in) được bổ sung. Hệ thống dây hãm được thay thế bằng một hệ thống thủy lực Kiểu 1 do Nhật thiết kế với 9 dây. Việc hiện đại hóa cũng bổ sung một "đảo" cấu trúc thượng tầng bên mạn trái, vốn là một kiểu sắp xếp bất thường; chỉ có một tàu sân bay khác mang đặc tính này là chiếc Hiryū. Mạn trái đã được chọn như một thử nghiệm để xem cánh đó có tốt hơn cho các hoạt động không lực bằng cách di chuyển đảo thượng tầng cách xa các ống thoát hơi của con tàu. Sàn đáp mới hơi nghiêng về phía trước và phía sau từ một điểm khoảng ba-phần-tám về phía sau.

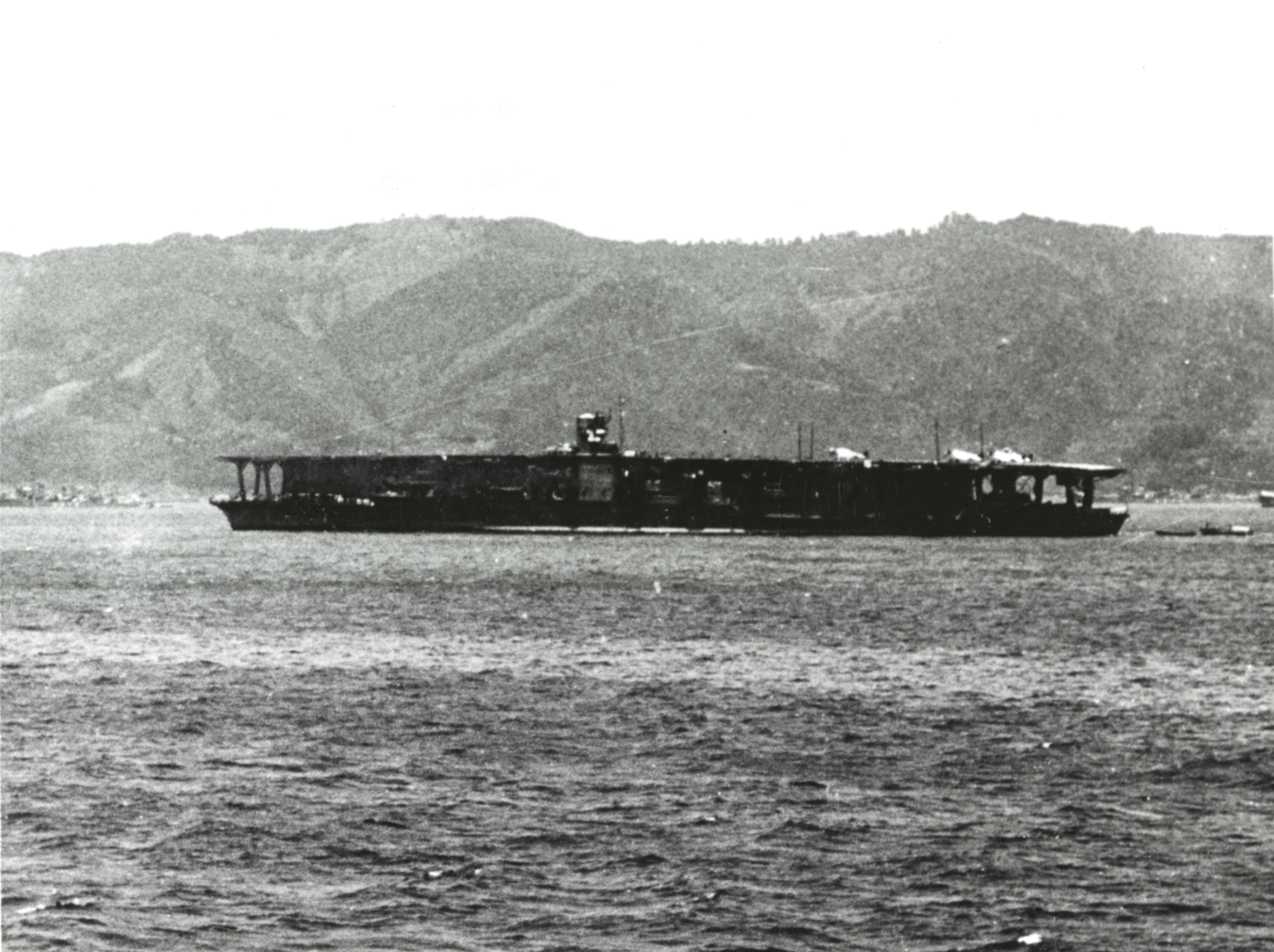
Akagi tại Sukumo, Kōchi vào tháng 4 năm 1939 với sàn đáp mới duy nhất và đảo cấu trúc thượng tầng

Tốc độ của Akagi đã được xem là thỏa đáng. Thay đổi duy nhất đối với hệ thống động lực là thay các nồi hơi đốt hỗn hợp than/dầu thành kiểu đốt dầu hiện đại hơn và cải tiến sự sắp xếp thông hơi. Mặc dù công suất động cơ đã gia tăng từ 131.200 mã lực càng (97.800 kW) lên 133.000 mã lực càng (99.000 kW), tốc độ của nó lại giảm đi đôi chút từ 32,5 hải lý trên giờ (60,2 km/h; 37,4 mph) xuống còn 31,2 hải lý trên giờ (57,8 km/h; 35,9 mph) khi chạy thử máy do trọng lượng choán nước tăng lên đến 41.300 tấn Anh (42.000 t). Trữ lượng nhiên liệu của nó được tăng lên 7.500 tấn Anh (7.600 t) dầu FO, cho phép nó tầm hoạt động tối đa 10.000 hải lý (18.520 km; 11.510 mi) khi di chuyển ở tốc độ đường trường 16 hải lý trên giờ (30 km/h; 18 mph). Ống khói đứng phía sau được thay đổi cho giống với ống khói phía trước và gộp chung vào một vỏ bọc.
Hai tháp pháo nòng đôi trên sàn cất cánh giữa được loại bỏ, và 14 khẩu đội 25 mm (1 in) Kiểu 96 được bổ sung trên các bệ nhô. Chúng bắn ra đạn pháo nặng ,25 kilôgam (0,55 lb) với lưu tốc đầu đạn 900 m/s (3.000 ft/s); ở góc nâng 50° chúng cho phép đạt tầm xa tối đa 7.500 m (8.200 yd) và một trần bắn tối đa 5.500 m (18.000 ft). Tốc độ bắn hiệu quả chỉ đạt 110–120 phát mỗi phút do phải thường xuyên thay hộp đạn dung lượng 15 viên. Sáu bộ điều khiển hỏa lực Kiểu 95 được trang bị để kiểm soát các khẩu pháo 25 mm và hai bộ điều khiển phòng không Kiểu 94 được trang bị thay thế cho Kiểu 91 đã lạc hậu. Sau khi được hiện đại hóa, Akagi mang một bộ điều khiển hỏa lực Kiểu 89 cho các khẩu pháo 20 cm (7,9 in). Biên chế thủy thủ đoàn của con tàu tăng lên 2.000 thành viên sau khi tái cấu trúc.

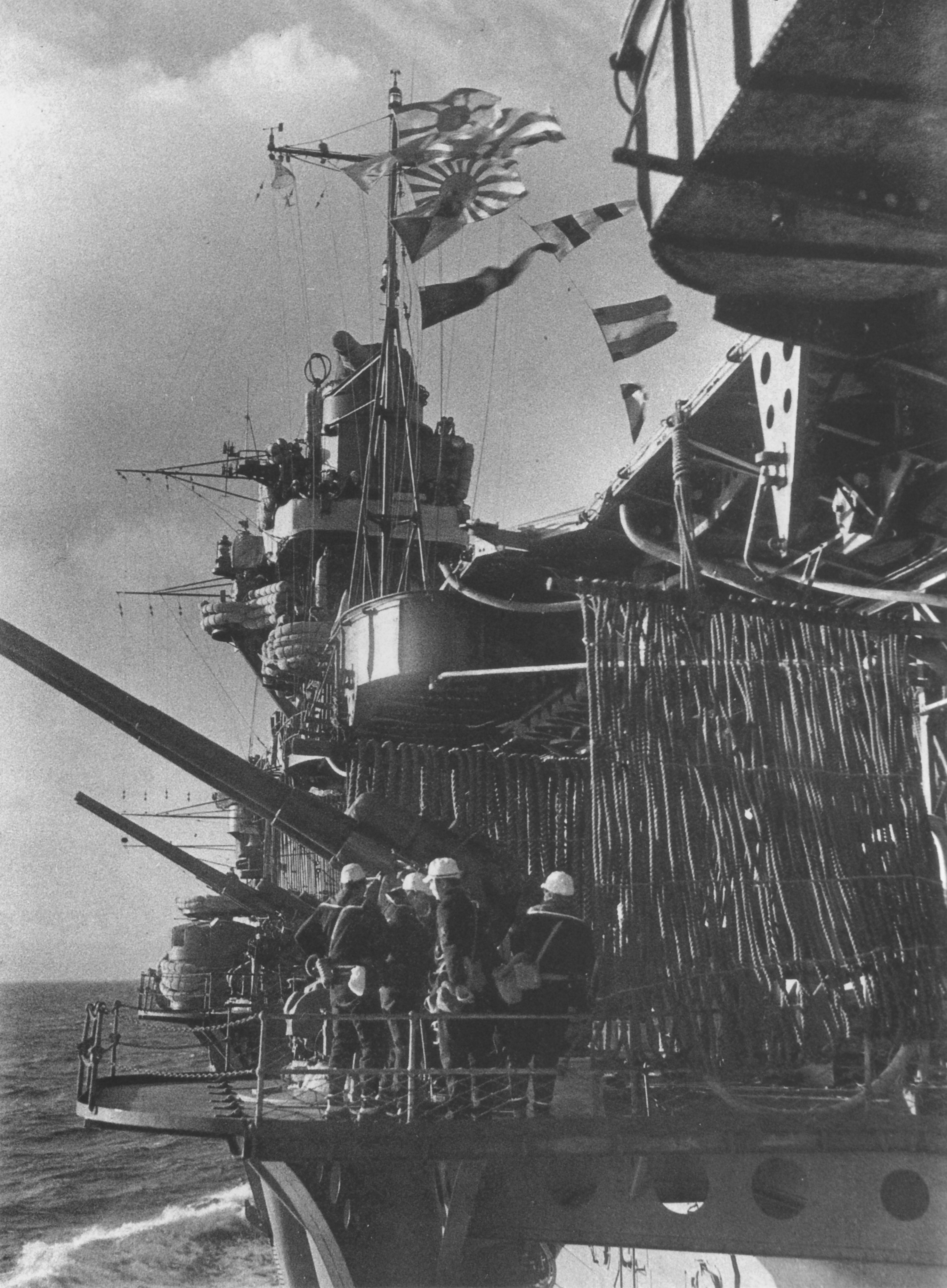
Pháo phòng không bên mạn trái của Akagi đặt trên các bệ nhô, cho thấy sự bố trí thấp so với lườn tàu và ảnh hưởng lớn đến góc bắn.

Dàn hỏa lực phòng không được tập trung giữa tàu và được bố trí tương đối thấp đối với lườn tàu. Do đó, các khẩu pháo này đã không thể bắn trực tiếp ra phía trước hoặc phía sau. Hơn nữa đảo cấu trúc thượng tầng đã che khuất góc bắn ra trước của các khẩu pháo bên mạn trái. Kết quả là con tàu trở nên mong manh đối với các cuộc tấn công của máy bay ném bom bổ nhào. Các khẩu pháo phòng không 12 cm/45 caliber Kiểu năm 10 đã được dự định để thay thế bằng loại 12,7 cm (5,0 in)/40 Kiểu 89 hiện đại hơn. Các bệ nhô sẽ được nâng lên một sàn cao hơn, cho phép chúng có những giải pháp bắn chéo qua sàn đáp giống như đã được thực hiện trong việc hiện đại hóa chiếc Kaga. Tuy nhiên, các sự kiện diễn biến tiếp theo đã khiến con tàu không thể sống sót đủ lâu để tiến hành các nâng cấp vừa kể.
Nhiều điểm yếu nghiêm trọng của Akagi đã không được hiệu chỉnh. Các bồn chứa xăng máy bay của nó được tích hợp trực tiếp vào cấu trúc của con tàu, có nghĩa là các chấn động đối với lườn tàu, như trúng bom hoặc đạn pháo, có thể được truyền thẳng đến các thùng chứa, gây nút hoặc rò rỉ. Ngoài ra, cấu trúc hoàn toàn kín của các hầm chứa máy bay khiến cho việc chữa cháy trở nên khó khăn, ít nhất một phần do hơi nhiên liệu có thể tích tụ trong hầm chứa. Cộng vào mối nguy hiểm đó là yêu cầu của học thuyết tàu sân bay Nhật Bản đòi hỏi máy bay phải được bảo trì, nạp nhiên liệu và nạp đạn dược tại hầm chứa thay vì trên sàn đáp mỗi khi có thể được. Hơn nữa, hầm chứa máy bay và sàn cất-hạ cánh chỉ được bọc giáp hạn chế; và không có dự phòng cho hệ thống chữa cháy của con tàu. Các điểm thiếu sót sau này là những yếu tố mang tính quyết định cho việc mất con tàu.

### Trước thềm Thế Chiến II
Công việc hiện đại hóa Akagi hoàn tất vào ngày 31 tháng 8 năm 1938. Nó được xếp lớp lại như một tàu dự bị hạng nhất vào ngày 15 tháng 11, nhưng không gia nhập trở lại Hàng không chiến đội 1 cho đến tháng tiếp theo. Trong cấu hình mới, chiếc tàu sân bay mang theo 12 máy bay tiêm kích Mitsubishi A5M "Claude" với bốn phần máy bay tháo rời, 19 máy bay ném bom bổ nhào Aichi D1A với năm phần máy bay tháo rời và 35 máy bay ném bom ngang/ngư lôi Yokosuka B4Y với 16 phần máy bay tháo rời. Nó khởi hành đi đến vùng biển Nam Trung Quốc vào ngày 30 tháng 1 năm 1939 để hỗ trợ các hoạt động tác chiến trên đất liền, bao gồm các cuộc tấn công xuống Quế Lâm và Liễu Châu, cho đến ngày 19 tháng 2 khi nó quay trở về Nhật Bản; sau đó nó hỗ trợ cho các hoạt động tại miền Trung Trung Quốc từ ngày 27 tháng 3 đến ngày 2 tháng 4 năm 1940. Akagi được xếp lại lớp như một "tàu có mục đích đặc biệt" (Tokubetse Ilomokan) vào ngày 15 tháng 11 năm 1940, trong khi nó đang được đại tu.

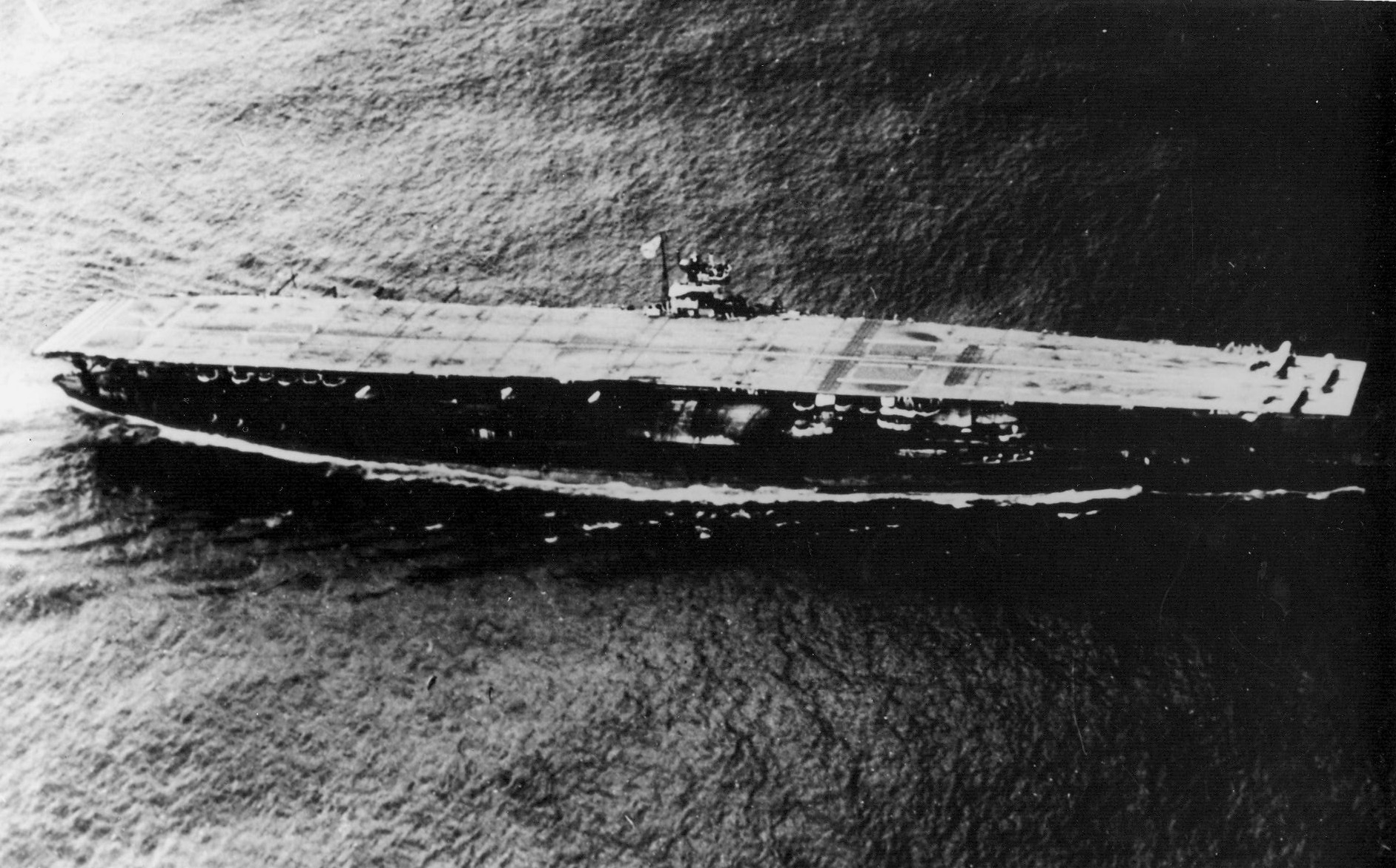
Akagi vào mùa Hè năm 1941

Những kinh nghiệm của Nhật Bản ngoài khơi Trung Quốc đã giúp phát triển hơn nữa học thuyết về tàu sân bay của Hải quân Đế quốc Nhật Bản. Một bài học rút ra từ cuộc Chiến tranh Trung-Nhật là tầm quan trọng của việc tập trung và tăng cường sức mạnh không lực hải quân về hướng bờ biển. Do đó, vào tháng 4 năm 1941, Hải quân Nhật cho thành lập Không hạm đội 1, còn gọi là Kido Butai, để kết hợp mọi tàu sân bay hạm đội dưới một quyền chỉ huy duy nhất. Vào ngày 10 tháng 4 Akagi và Kaga được phân về Hàng không chiến đội 1 như một phần của hạm đội tàu sân bay mới, vốn còn có Hàng không chiến đội 2 (bao gồm Hiryū và Sōryū) và Hàng không chiến đội 5 (bao gồm Shōkaku và Zuikaku). Học thuyết của Hải quân Nhật nhấn mạnh việc không kích kết hợp lực lượng mọi phi đoàn không lực của đội tàu sân bay hơn là của từng chiếc riêng lẻ. Khi nhiều đội tàu sân bay hoạt động phối hợp, sức mạnh không lực của chúng cũng được kết hợp. Học thuyết về sự tập trung sức mạnh này của Hải quân Đế quốc Nhật Bản là kiểu tiên tiến nhất trên thế giới. Tuy nhiên, họ vẫn lo ngại rằng việc tập trung mọi tàu sân bay lại với nhau khiến chúng trở nên mong manh dễ bị quét sạch toàn bộ bằng một đợt không kích hay giao chiến mặt biển lớn. Do đó, Hải quân Nhật cũng phát triển một giải pháp thỏa hiệp, trong đó các tàu sân bay hạm đội sẽ hoạt động gần nhau trong một đội tàu sân bay, nhưng bản thân các đội sẽ hoạt động trong một đội hình hình vuông lỏng lẻo, với 7.000 mét (7.700 yd) cách quãng giữa các đội tàu sân bay.
Học thuyết của Hải quân Nhật quy định các liên đội không lực tàu sân bay không nên tung ra toàn bộ lực lượng trong một đòn tấn công duy nhất. Thay vào đó, mỗi chiếc tàu sân bay sẽ phóng lên một loạt bao gồm mọi máy bay có thể xếp trên mỗi sàn đáp cùng một lúc; đợt tấn công tiếp theo sẽ gồm những máy bay có thể xếp trên sàn đáp kế tiếp. Như vậy các cuộc không kích của Không hạm đội 1 sẽ bao gồm ít nhất hai đợt máy bay lớn. Điểm đặc biệt là Không hạm đội 1 vẫn không được xem là một lực lượng tấn công chiến lược chủ yếu của Hải quân Đế quốc Nhật Bản, mà chỉ là một thành phần của Lực lượng Đặc nhiệm "Trận chiến Quyết định" (Kantai Kessen) của Hạm đội Liên hợp vốn dựa trên các thiết giáp hạm. Akagi được cử làm soái hạm của Không hạm đội 1, một vai trò mà nó đảm nhiệm cho đến khi bị đánh chìm 14 tháng sau đó.
Mặc dù việc tập trung rất nhiều tàu sân bay hạm đội vào một đơn vị duy nhất là một khái niệm tiến công chiến lược mới mang tính cách mạng, Không hạm đội 1 mắc phải nhiều khiếm khuyết trong phòng thủ, khiến cho nó, theo nguyên văn lời của sử gia hải quân Mark Peattie, là một "hàm thủy tinh" (glass jaw): "Nó có thể tung ra một cú đấm nhưng không thể chịu đựng một cú đấm trả." Trên các tàu sân bay Nhật, súng phòng không và các hệ thống điều khiển hỏa lực kèm theo có nhiều thiếu sót về thiết kế và cấu hình làm giới hạn hiệu quả của chúng. Ngoài ra, lực lượng tuần tra chiến đấu trên không (CAP: combat air patrol) của hạm đội Nhật bao gồm quá ít máy bay tiêm kích; và còn bị ảnh hưởng bởi hệ thống cảnh báo sớm không thích đáng, bao gồm việc thiếu sót radar. Hơn nữa, các tàu chiến hộ tống cho tàu sân bay đã không được huấn luyện hay bố trí để hỗ trợ phòng không ở khoảng cách gần. Những khiếm khuyết này, kết hợp với những điểm yếu trên con tàu đã được mô tả bên trên, cuối cùng đã đưa đến sự diệt vong của Akagi và các tàu sân bay khác của Không hạm đội 1.

### Thế Chiến II: Trân Châu Cảng và các hoạt động tiếp theo

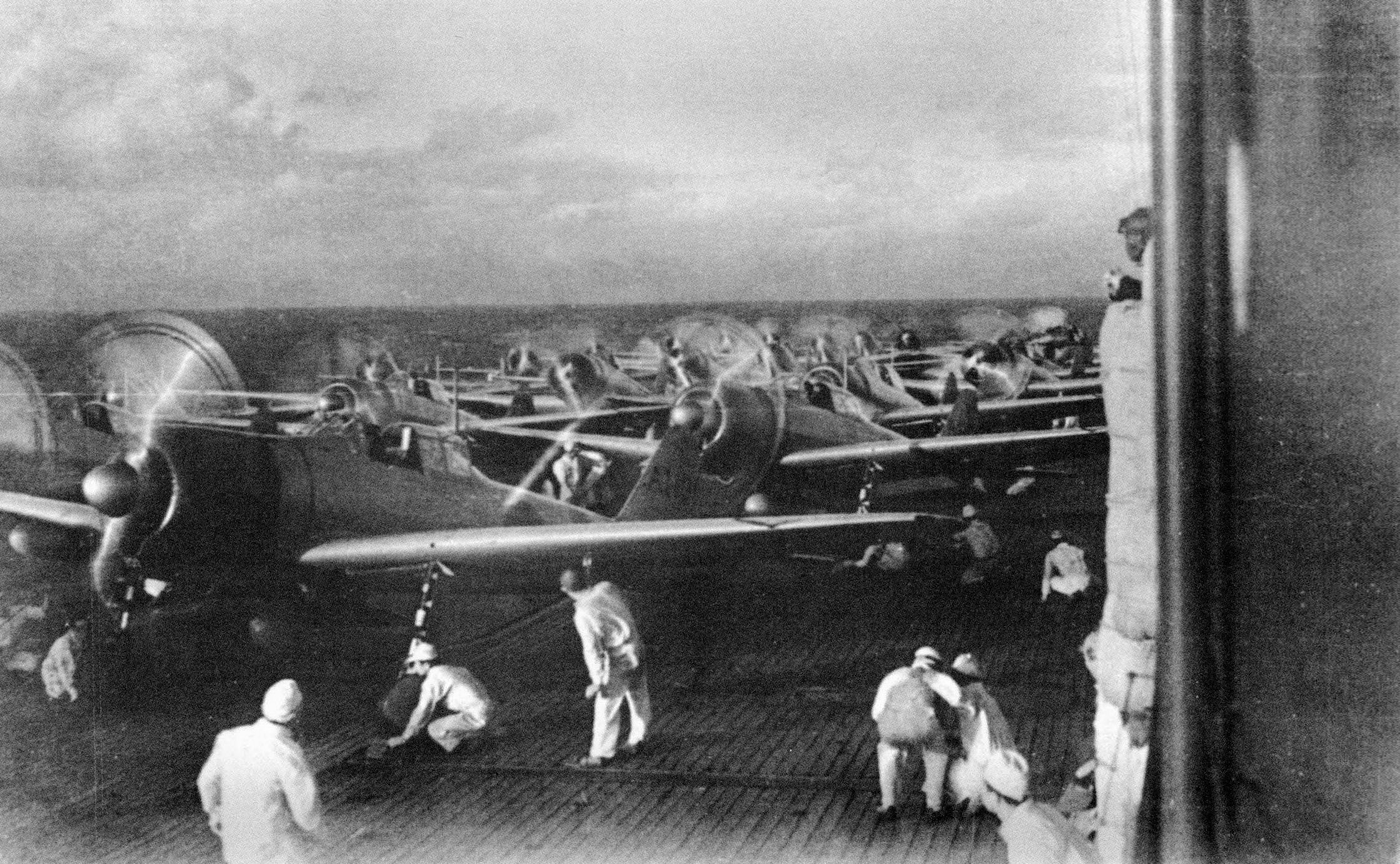
Máy bay ném bom bổ nhào Aichi D3A "Val" chuẩn bị cất cánh từ Akagi trong thành phần đợt thứ hai của cuộc tấn công Trân Châu Cảng

Dưới quyền chỉ huy của hạm trưởng, Đại tá Hải quân Kiichi Hasegawa, Akagi là soái hạm của Phó đô đốc Chuichi Nagumo đứng đầu lực lượng tấn công Trân Châu Cảng trong một nỗ lực đánh bại Hạm đội Thái Bình Dương Hoa Kỳ. Akagi cùng năm tàu sân bay khác, từ một vị trí cách 230 hải lý (430 km) về phía Bắc Oahu, đã tung ra hai đợt máy bay vào sáng ngày 7 tháng 12 năm 1941. Trong đợt thứ nhất, 27 máy bay ném bom-ngư lôi Nakajima B5N "Kate" từ Akagi đã nhắm vào các thiết giáp hạm Oklahoma, West Virginia và California trong khi 9 máy bay tiêm kích Mitsubishi A6M Zero tấn công Căn cứ không quân Hickam. Trong đợt thứ hai, 18 máy bay ném bom bổ nhào Aichi D3A "Val" tấn công các thiết giáp hạm Nevada và Pennsylvania, tàu khu trục Shaw, tàu tuần dương hạng nhẹ Raleigh và tàu chở dầu hạm đội Neosho, trong khi 9 chiếc Zero tấn công nhiều sân bay Hoa Kỳ. Một trong những máy bay Zero của nó đã bị hỏa lực phòng không Hoa Kỳ bắn rơi trong đợt tấn công đầu, làm thiệt mạng viên phi công.
Vào tháng 1 năm 1942, cùng với các tàu sân bay khác của các đội tàu sân bay 1 và 5, Akagi đã hỗ trợ cho cuộc chiếm đóng Rabaul thuộc quần đảo Bismarck, khi lực lượng Nhật Bản bành trướng đến khu vực ngoại vi phòng thủ phía Nam để phòng ngừa các cuộc tấn công từ phía Australia. Nó đã cung cấp 20 máy bay ném bom B5N và 9 máy bay tiêm kích A6M Zero cho đợt không kích ban đầu xuống Rabaul vào ngày 20 tháng 1 năm 1942. Hàng không chiến đội 1 tấn công các vị trí Đồng Minh tại đảo Kavieng lân cận vào ngày hôm sau, trong đó Akagi đóng góp 9 chiếc A6M Zero và 18 chiếc D3A. Trong ngày 22 tháng 1, những chiếc D3A và Zero của Akagi lại tấn công Rabaul trước khi nó quay trở về Truk vào ngày 27 tháng 1. Hàng không chiến đội 2, với Sōryū và Hiryū, đã được cho tách ra để hỗ trợ việc chiếm đóng đảo Wake vào ngày 23 tháng 12 năm 1941 và đã không gia nhập trở lại lực lượng tấn công tàu sân bay cho đến tháng 2 năm 1942.
Akagi đã cùng với Kaga và Zuikaku lên đường truy tìm lực lượng Hải quân Mỹ đã thực hiện không kích xuống quần đảo Marshall vào ngày 1 tháng 2 năm 1942 trước khi được gọi quay trở về. Đến ngày 7 tháng 2, Akagi và các tàu sân bay của các đội tàu sân bay 1 và 2 được lệnh tiến về phương Nam đến biển Timor, nơi mà vào ngày 19 tháng 2, từ một điểm cách 100 hải lý (190 km) về phía Đông Nam điểm cực Đông của Timor, chúng tung ra cuộc không kích xuống Darwin, Australia, trong một nỗ lực nhằm phá hủy các cơ sở cảng và sân bay tại đây để ngăn ngừa mọi sự can thiệp vào công cuộc chiếm đóng Java. Akagi đã đóng góp cho 18 chiếc B5N, 18 chiếc D3A và 9 chiếc Zero cho cuộc tấn công, gây cho đối phương sự bất ngờ hoàn toàn. Tám tàu đã bị đánh chìm, trong đó có tàu khu trục Hoa Kỳ Peary, và mười bốn chiếc khác bị hư hại. Không có tổn thất nào đối với lực lượng không quân trên tàu sân bay, và cuộc tấn công đã có hiệu quả trong việc ngăn chặn Darwin tham gia vào việc kháng cự của Đồng Minh tại Java. Sang ngày 1 tháng 3, tàu chở dầu Mỹ Pecos bị máy bay D3A xuất phát từ Sōryū và Akagi đánh chìm; rồi đến cuối ngày hôm đó chúng tiếp tục, phối hợp với hỏa lực hải pháo của hai thiết giáp hạm và hai tàu tuần dương hạng nặng tháp tùng, tấn công đánh chìm tàu khu trục Mỹ Edsall. Akagi cùng với các tàu tháp tùng tiếp tục hỗ trợ cho cuộc chiếm đóng Java; phần đóng góp đáng kể nhất có lẽ là đã cung cấp 18 chiếc "Kate" và 9 chiếc "Zero" cho cuộc không kích vào ngày 5 tháng 3 xuống Tjilatjap. Trận này tỏ ra rất thành công, đánh chìm tám tàu trong cảng mà không có máy bay nào của Akagi bị mất. Hầu hết lực lượng Đồng Minh tại Đông Ấn thuộc Hà Lan đã đầu hàng vào cuối tháng 3. Kido Butai sau đó di chuyển đến vịnh Staring thuộc đảo Celebes để tiếp nhiên liệu và nghỉ ngơi; rồi đến ngày 26 tháng 3, Akagi lại lên đường cùng với phần còn lại của lực lượng đặc nhiệm để tham gia cuộc Không kích Ấn Độ Dương. Mục tiêu của Hải quân Nhật là nhằm đánh bại Hạm đội Đông Anh Quốc và tiêu diệt sức mạnh không lực Anh tại khu vực này, đảm bảo cho sườn của cuộc xâm chiếm Miến Điện.

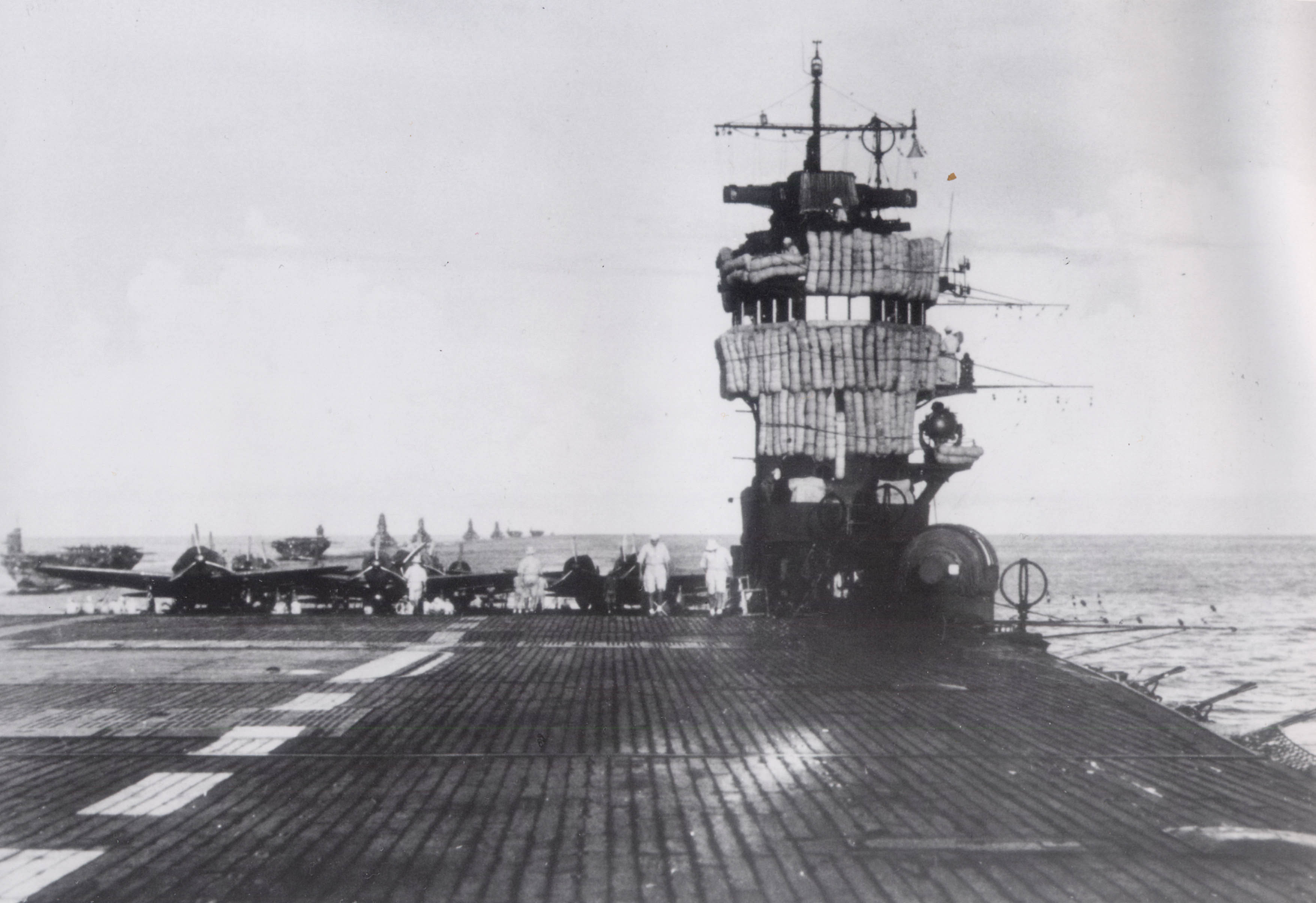
Akagi trên đường rời đảo Celebes tham gia cuộc Không kích Ấn Độ Dương vào ngày 26 tháng 3 năm 1942. Phía sau lần lượt là các chiếc khác của lực lượng tấn công tàu sân bay: Sōryū, Hiryū, Hiei, Kirishima, Haruna, Kongō, Zuikaku và Shōkaku. Những đệm gối cuộn tròn được buộc chung quanh đảo cấu trúc thượng tầng để tăng cường sự bảo vệ đối với sự tấn công của đối phương.

Vào ngày 5 tháng 4 năm 1942, Akagi tung ra 17 chiếc B5N và 9 chiếc Zero cho một cuộc không kích xuống Colombo, thủ phủ của Ceylon, gây thiệt hại nặng cho các cơ sở trong cảng. Không chiếc máy bay nào bị mất, và các phi công Zero cho rằng đã bắn rơi khoảng một tá máy bay tiêm kích Anh đang phòng thủ. Cuối ngày hôm đó, 17 chiếc D3A cất cánh từ Akagi đã giúp đánh chìm các tàu tuần dương hạng nặng Anh Cornwall và Dorsetshire. Đến ngày 9 tháng 4, nó tấn công Trincomalee với 18 chiếc B5N, được 6 chiếc Zero hộ tống, và cho rằng đã bắn rơi 5 máy bay tiêm kích Hawker Hurricane (nhưng chỉ có hai chiếc được các tài liệu của Đồng Minh xác nhận bị mất) mà không bị thiệt hại. Cùng lúc đó một thủy phi cơ từ thiết giáp hạm Haruna đã phát hiện tàu sân bay hạng nhẹ Hermes đang được tàu khu trục Australia Vampire hộ tống, và mọi chiếc D3A sẵn có đã được tung ra để tấn công các con tàu này. Akagi đã đóng góp 17 máy bay ném bom bổ nhào, và chúng đã giúp vào việc đánh chìm cả hai. Chúng cũng phát hiện ra tàu chở dầu Athlestone đang được chiếc corvette Hollyhock hộ tống, và cũng đã đánh chìm cả hai mà không chịu tổn thất. Trong những hoạt động vào ngày hôm đó, chiếc tàu sân bay suýt bị hư hại khi chín máy bay ném bom Anh Quốc Bristol Blenheim cất cánh từ Ceylon đã xuyên qua hàng rào tuần tra chiến đấu và thả bom từ độ cao 11.000 foot (3.400 m), suýt trúng chiếc tàu sân bay cùng tàu tuần dương hạng nặng Tone. Bốn trong số những chiếc Blenheim sau đó bị máy bay tuần tra chiến đấu bắn rơi và một chiếc khác bị lực lượng tấn công trên đường quay trở về tàu bắn hạ. Sau cuộc không kích, lực lượng đặc nhiệm quay trở về Nhật Bản để tái trang bị và tiếp liệu.
Vào ngày 19 tháng 4 năm 1942, đang khi gần Đài Loan trong hành trình quay trở về Nhật Bản, Akagi, Sōryū và Hiryū được gửi đi săn đuổi các tàu sân bay Hoa Kỳ Hornet và Enterprise, vốn đã tung ra cuộc Không kích Doolittle. Tuy nhiên, họ chỉ tìm thấy một đại dương trống vắng, vì các tàu sân bay Hoa Kỳ đã lập tức rời khu vực xuất phát cuộc không kích quay trở về Hawaii. Akagi và các tàu sân bay khác từ bỏ cuộc truy đuổi không lâu sau đó, và quay về thả neo tại khu vực neo đậu Hashirajima vào ngày 22 tháng 4. Vào ngày 25 tháng 4, Đại tá Hải quân Taijiro Aoki thay phiên cho Đại tá Hasegawa trong vai trò hạm trưởng chiếc tàu sân bay. Đã tham gia tác chiến liên tục từ đầu chiến tranh trong bốn tháng rưỡi, Akagi cùng ba tàu sân bay khác thuộc Hải đội 1 và Hải đội 2 được vội vã tân trang và bổ sung tiếp liệu nhằm chuẩn bị cho chiến dịch lớn tiếp theo của Hạm đội Liên hợp, được trù định sẽ thực hiện một tháng sau đó. Hàng không chiến đội 5, với Shōkaku và Zuikaku, đã được cho tách ra từ giữa tháng 4 để hỗ trợ cho Chiến dịch Mo, vốn đã đưa đến trận chiến biển Coral. Trong khi ở lại Hashirajima, phi đoàn không lực của Akagi được cho đặt căn cứ trên bờ tại Kagoshima, tiến hành các cuộc huấn luyện bay và vũ khí cùng các đơn vị trên tàu sân bay khác của Không hạm đội 1.

### Trận Midway

#### Không kích Midway

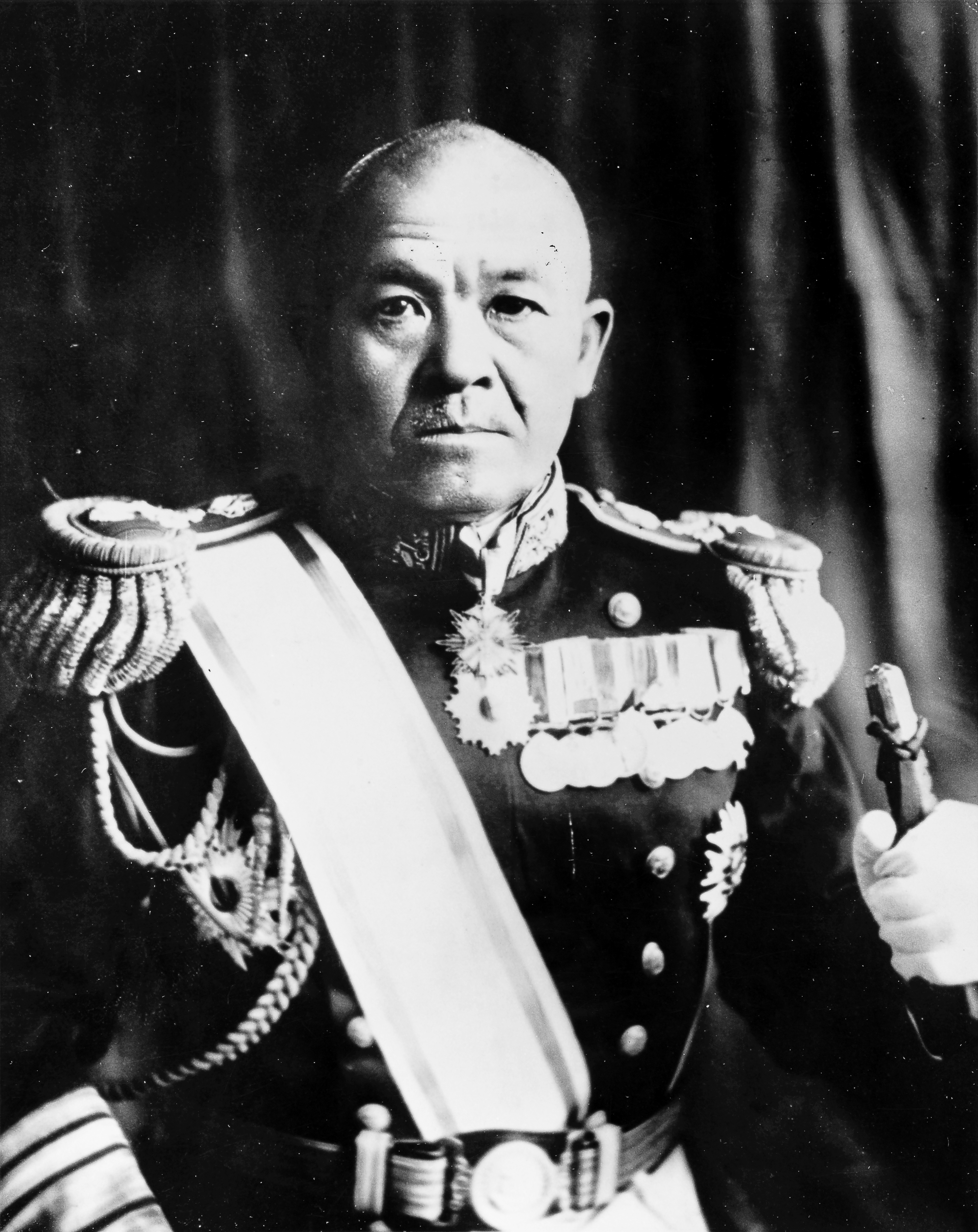
Tư lệnh Không hạm đội 1, Phó đô đốc Nagumo Chūichi, người đã chọn Akagi làm soái hạm trong trận Trân Châu Cảng và trận Midway

Lo ngại các cuộc không kích của tàu sân bay Hoa Kỳ tại quần đảo Marshall, Lae-Salamaua cũng như cuộc không kích Doolittle, Đô đốc Yamamoto Isoroku, Tư lệnh Hạm đội Liên hợp, quyết định ép buộc lực lượng Hải quân Hoa Kỳ lộ diện để loại trừ mối đe dọa từ các tàu sân bay đối phương. Ông quyết định tấn công và chiếm đóng đảo Midway, nơi ông biết chắc sẽ thu hút lực lượng tàu sân bay Mỹ vào trận chiến. Mật danh của phía Nhật Bản cho cuộc tấn công Midway là Chiến dịch MI.
Vào ngày 25 tháng 5 năm 1942, Akagi lên đường cùng lực lượng tấn công tàu sân bay của Hạm đội Liên hợp, còn bao gồm các tàu sân bay Kaga, Hiryū và Sōryū vốn hình thành nên các hải đội tàu sân bay 1 và 2, cho cuộc tấn công Midway. Một lần nữa đô đốc Nagumo đặt cờ hiệu của mình trên chiếc Akagi. Do những hư hại và tổn thất phải chịu đựng trong trận chiến biển Coral, Hàng không chiến đội 5 gồm các chiếc Shōkaku và Zuikaku đã vắng mặt trong hoạt động này. Liên đội không quân phối thuộc của Akagi bao gồm 24 chiếc Zero, 18 chiếc D3A và 18 chiếc B5N.
Ở một vị trí 250 hải lý (460 km; 290 mi) về phía Đông Bắc Midway vào lúc bình minh (04 giờ 45 phút giờ địa phương) ngày 4 tháng 6 năm 1942, Akagi đóng góp 18 máy bay ném bom bổ nhào được hộ tống bởi 9 chiếc Zero vào lực lượng chung có tổng cộng 108 máy bay cho cuộc không kích xuống sân bay trên đảo Eastern. Số máy bay B5N còn lại trên tàu được trang bị ngư lôi sẵn sàng trong trường trường hợp phát hiện ra tàu chiến đối phương trong quá trình công kích. Tổn thất duy nhất cho lực lượng của Akagi trong cuộc ném bom là một chiếc Zero bị hỏa lực phòng không bắn rơi và ba chiếc khác bị hư hại, cùng bốn máy bay ném bom bổ nhào khác bị hư hại cho dù chỉ có một chiếc hư hại nặng không thể sửa chữa được. Tuy nhiên, phía Nhật Bản đã không biết là Hải quân Mỹ đã tiên đoán được kế hoạch MI của Nhật qua việc thu thập tình báo tín hiệu và đã chuẩn bị một cuộc phục kích sử dụng ba tàu sân bay đang sẵn có, được bố trí về phía Đông Bắc Midway.
Một trong những máy bay ném bom-ngư lôi của Akagi được phóng lên để tăng cường cho việc trinh sát mọi tàu bè Mỹ có thể đang hiện diện trong khu vực. Chiếc tàu sân bay cũng phái ba chiếc Zero vào lực lượng tổng cộng 11 chiếc máy bay tiêm kích làm nhiệm vụ tuần tra chiến đấu bên trên bốn chiếc tàu sân bay. Đến 07 giờ 00 chiếc tàu sân bay có 11 máy bay tiêm kích cùng với lực lượng tuần tra giúp bảo vệ lực lượng đặc nhiệm khỏi đợt tấn công đầu tiên của Hoa Kỳ xuất phát từ đảo Midway lúc 07 giờ 10 phút.
Vào lúc này các tàu sân bay của Nagumo bị tấn công bởi một lực lượng gồm sáu máy bay ném ngư lôi TBF Avenger thuộc phi đội VT-8 của Hải quân Mỹ và bốn máy bay ném bom B-26 Marauder của Không lực, tất cả đều mang ngư lôi. Những chiếc Avenger nhắm vào Hiryū trong khi những chiếc Marauder tấn công Akagi. Có tất cả 30 máy bay Zero làm nhiệm vụ tuần tra chiến đấu vào lúc này, trong đó có 11 chiếc của Akagi, tất cả đã lao vào tấn công các máy bay Mỹ, bắn rơi 5 chiếc Avenger và 2 chiếc B-26. Tuy nhiên, một chiếc Zero của Akagi đã bị hỏa lực tự vệ của những chiếc B-26 bắn rơi. Nhiều chiếc Marauder đã thả ngư lôi, nhưng tất cả đều bị trượt; và một chiếc đã càn quét Akagi bằng súng máy sau khi thả ngư lôi, làm hai thủy thủ thiệt mạng. Một chiếc khác, có thể có ý định tự sát, hoặc không điều khiển được do hư hại trong chiến đấu hay phi công mất khả năng, đã suýt đâm vào cầu tàu của Akagi nơi đô đốc Nagumo đang đứng trước khi đâm sầm xuống biển.
Lúc 07 giờ 15 phút, đô đốc Nagumo ra lệnh cho những máy bay B5N trên Kaga và Akagi trang bị lại với bom cho một cuộc tấn công khác vào chính Midway. Quy trình này bị kéo dài do số lượng xe đẩy đạn dược dùng để mang bom và ngư lôi bị giới hạn cũng như không đủ thang nâng đạn dược. Điều này có nghĩa là ngư lôi không thể cất giữ bên dưới cho đến khi bom đã được lấy ra khỏi hầm đạn, ráp và gắn lên máy bay. Quy trình này thông thường kéo dài một tiếng rưỡi, và cần thêm thời gian để đưa máy bay lên sàn đáp, làm nóng động cơ và phóng lên. Đến khoảng 07 giờ 40 phút, ông lại đảo ngược mệnh lệnh sau khi nhận được tin từ một trong những máy bay trinh sát đã phát hiện ra các tàu chiến Mỹ. Hết đạn, ba trong số những chiếc Zero tuần tra chiến đấu của Akagi hạ cánh lúc 07 giờ 26 phút. Đến 07 giờ 40 phút, máy bay trinh sát duy nhất của chiếc tàu sân bay quay trở về sau phi vụ tìm kiếm, không phát hiện được gì.

#### Bị đánh chìm

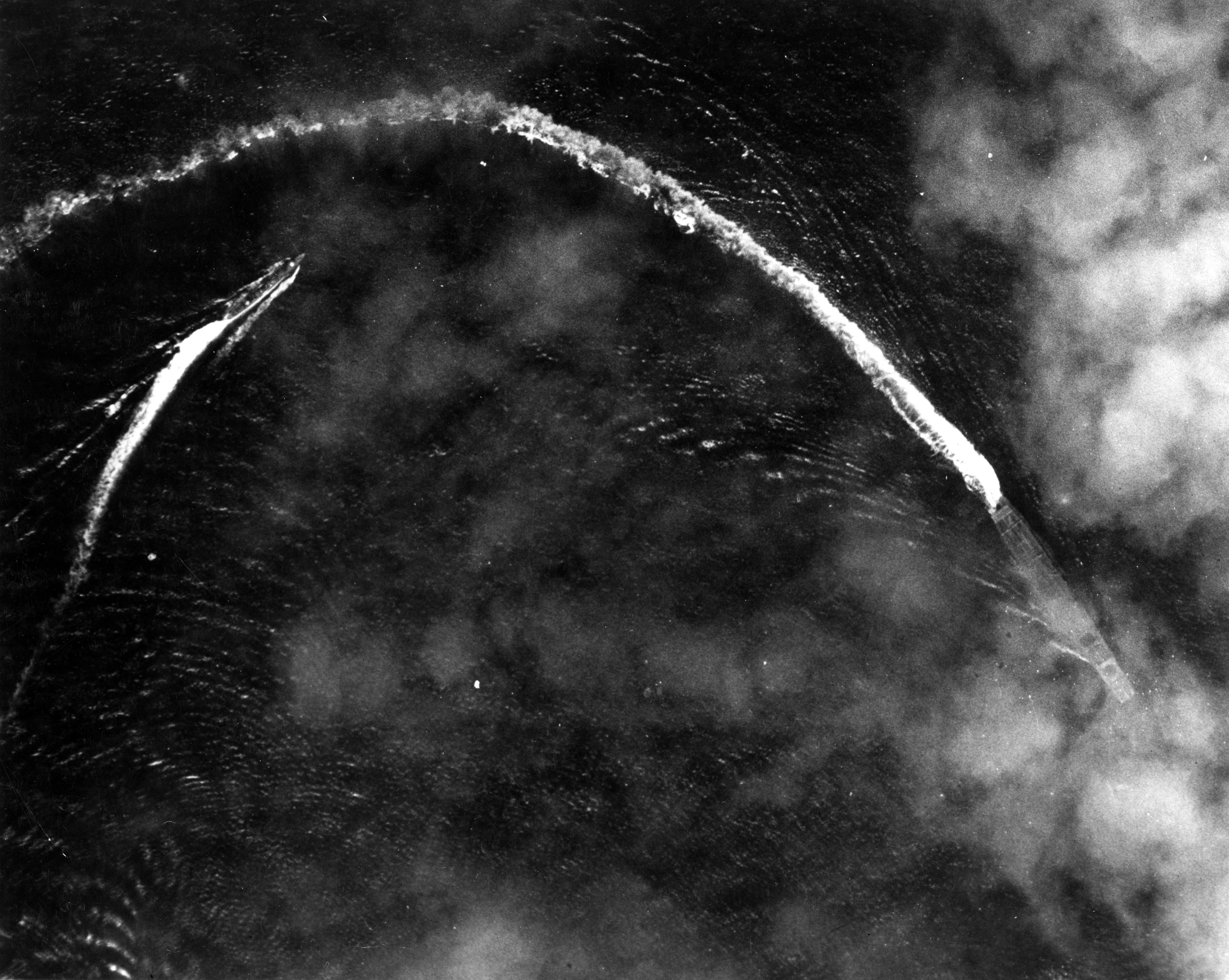
Akagi (bên phải, bị mây che khuất một phần) đang cơ động né tránh một đợt không kích của máy bay ném bom B-17 không lâu sau 08 giờ 00 ngày 4 tháng 6 năm 1942. Con tàu theo sau có thể là tàu hộ tống cho nó, tàu khu trục Nowaki. Ảnh chụp từ một máy bay B-17 tấn công.

Lúc 07 giờ 55 phút, đợt tấn công tiếp theo của Mỹ xuất phát từ Midway diễn ra dưới hình thức 16 máy bay ném bom bổ nhào SBD-2 Dauntless thuộc Liên đội VMSB-241 Thủy quân Lục chiến do Thiếu tá Lofton R. Henderson dẫn đầu. Ba máy bay tuần tra chiến đấu của Akagi nằm trong số 9 chiếc Zero còn trên không đã tấn công những máy bay của Henderson, bắn rơi sáu chiếc trong khi chúng tiến hành đợt ném ngư lôi vô vọng nhắm vào Hiryū. Cũng trong khoảng thời gian đó, các tàu sân bay Nhật bị 12 máy bay ném bom hạng nặng B-17 Flying Fortress của Không lực Mỹ tấn công, thả bom từ độ cao 20.000 foot (6.100 m). Độ cao lớn của những chiếc B-17 cho phép các hạm trưởng Nhật có đủ thời gian để đoán điểm rơi của những quả bom và đã cơ động né tránh thành công vùng bị ảnh hưởng. Bốn chiếc B-17 đã tấn công Akagi, nhưng tất cả các quả bom đều trượt.
Akagi tăng cường cho lực lượng tuần tra chiến đấu khi phóng lên ba chiếc Zero lúc 08 giờ 08 phút và thêm bốn chiếc khác lúc 08 giờ 32 phút. Những máy bay Zero mới này đã giúp đẩy lui đợt không kích tiếp theo từ Midway: 11 chiếc Vought SB2U Vindicator thuộc Liên đội VMSB-241 đã tấn công thiết giáp hạm Haruna, bắt đầu vào khoảng 08 giờ 30 phút. Sáu chiếc Vindicator đã bị bắn rơi, và Haruna thoát được mà không bị thiệt hại. Mặc dù mọi đợt không kích của Mỹ chỉ gây ra những thiệt hại không đáng kể, chúng cũng đủ gây bối rối cho lực lượng tàu sân bay Nhật vì Nagumo đang nỗ lực chuẩn bị một đòn đánh trả sau khi nhận được báo cáo lúc 08 giờ 20 phút về việc phát hiện lực lượng tàu sân bay Hoa Kỳ ở hướng Đông Bắc.
Akagi bắt đầu thu hồi lực lượng tấn công Midway lúc 08 giờ 32 phút và kết thúc việc thu hồi lúc quá 09 giờ 00 một chút. Các máy bay hạ cánh nhanh chóng được chuyển xuống bên dưới hầm tàu, trong khi thủy thủ đoàn bắt đầu chuẩn bị máy bay cho đợt tấn công nhắm vào lực lượng tàu sân bay đối phương. Tuy nhiên, việc chuẩn bị ngắt quãng lúc 09 giờ 18 phút khi phát hiện máy bay xuất phát từ tàu sân bay Mỹ bắt đầu tấn công. Chúng bao gồm 15 máy bay ném bom bổ nhào TBD Devastator thuộc Liên đội VT-8 của tàu sân bay Hornet, do John C. Waldron dẫn đầu. Sáu chiếc Zero tuần tra chiến đấu trên không của Akagi đã hợp cùng 15 chiếc khác tiêu diệt những máy bay của Waldron. Tất cả 15 chiếc Devastator đều bị bắn hạ khi chúng tìm cách phóng ngư lôi vào Soryū, tất cả thành viên các đội bay đều tử trận chỉ có một người duy nhất sống sót, Thiếu úy George H. Gay, Jr..
Không lâu sau đó, 14 chiếc Devastator khác thuộc Liên đội VT-6, xuất phát từ tàu sân bay Enterprise do Eugene E. Lindsey dẫn đầu, đã tham chiến. Máy bay của Lindsey tìm cách đánh gọng kìm nhắm vào Kaga, nhưng lực lượng tuần tra chiến đấu Nhật, được tăng cường thêm 8 chiếc Zero do Akagi phóng lên trong khoảng từ 09 giờ 33 phút đến 09 giờ 40 phút, đã bắn rơi tất cả ngoại trừ bốn chiếc Devastator, và Kaga né tránh được tất cả các quả ngư lôi. Hỏa lực tự vệ của những chiếc Devastator đã bắn rơi một trong những chiếc Zero của Akagi.

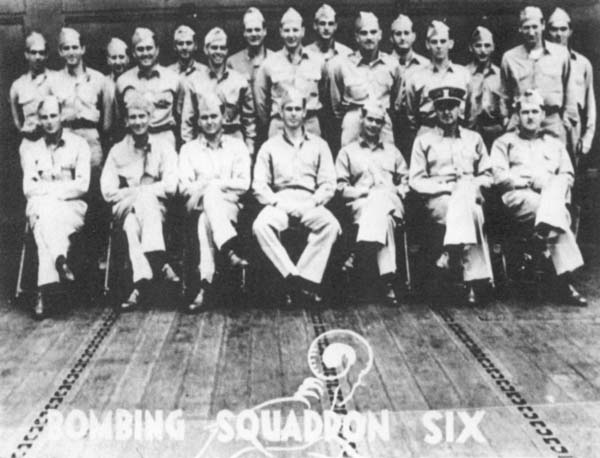
Ảnh chụp nhóm phi công máy bay ném bom bổ nhào thuộc Liên đội VB-6 của Enterprise, ba người trong số họ đã gây hư hại nặng cho Akagi: Richard Best (ngồi giữa, hàng đầu), Edwin J. Kroeger (đứng, thứ tám từ trái sang) và Frederick T. Weber (đứng, thứ sáu từ phải sang).

Ít phút sau đợt tấn công bằng ngư lôi, máy bay ném bom bổ nhào Mỹ xuất phát từ tàu sân bay đã đến bên trên các tàu sân bay Nhật mà hầu như không bị phát hiện, và bắt đầu bổ nhào tấn công. Chính vào lúc này, khoảng 10 giờ 20 phút, theo nguyên văn lời các sử gia Jonathan Parshall và Anthony Tully: "hàng rào phòng không của Nhật cuối cùng đã thất bại một cách tai hại". 28 máy bay ném bom bổ nhào cất cánh từ Enterprise, do C. Wade McClusky dẫn đầu, bắt đầu tấn công Kaga, đánh trúng nó ít nhất bốn quả bom. Vào phút cuối cùng, một tốp ba máy bay ném bom của McClusky thuộc Liên đội VB-6 do chỉ huy phi đội Richard Best dẫn đầu, suy luận rằng Kaga đã bị hư hại nặng, tách khỏi đội hình và đồng loạt bổ nhào xuống Akagi. Lúc khoảng 10 giờ 26 phút, họ đánh trúng mục tiêu một quả bom 1.000 pound (450 kg) và suýt trúng hai quả khác. Quả thứ nhất ném xuống cách 5–10 m (16–33 ft) bên mạn trái gần đảo cấu trúc thượng tầng của Akagi; quả thứ ba khác suýt trúng sàn tàu và rơi xuống nước cạnh đuôi tàu. Quả thứ hai, có thể do Best ném ra, trúng phía sau thang nâng máy bay giữa và phát nổ tại hầm chứa máy bay thứ nhất. Cú đánh trúng kích hoạt một loạt các vụ nổ dọc theo các máy bay ném bom-ngư lôi B5N, đã chất đầy vũ khí và tiếp đầy xăng nhằm chuẩn bị cho cuộc không kích nhắm vào các tàu sân bay Mỹ, gây ra một đám cháy lớn.
Lúc 10 giờ 29 phút, hạm trưởng Aoki ra lệnh làm ngập nước các hầm đạn của con tàu. Hầm đạn phía trước được làm ngập ngay lập tức, nhưng hầm đạn phía sau thì không thể do hư hỏng van, có thể do cú đánh suýt trúng gần phía đuôi tàu. Hệ thống bơm nước chính của con tàu dường như cũng bị hư hại, ảnh hưởng lớn đến việc chữa cháy. Trên sàn chứa máy bay phía trên lúc 10 giờ 32 phút, các đội kiểm soát hư hỏng tìm cách khống chế đám cháy đang lan tràn bằng hệ thống chữa cháy CO2 sử dụng một lần. Việc hệ thống này có hoạt động hay không không thể kiểm chứng, nhưng dù sao việc cháy xăng máy bay tỏ ra không thể kiểm soát và đám cháy bắt đầu lan ra sâu hơn vào bên trong con tàu. Đến 10 giờ 40 phút, một hư hại khác phát sinh do cú đánh suýt trúng gần phía đuôi tàu, khiến bánh lái của con tàu bị kẹt ở góc 30 độ sang mạn phải sau một lần cơ động né tránh.
Không lâu sau đó, đám cháy lan mạnh lên sàn tàu, sức nóng và khói khiến cho cầu tàu không còn sử dụng được. Đến 10 giờ 46 phút, đô đốc Nagumo chuyển cờ hiệu của mình sang tàu tuần dương hạng nhẹ Nagara. Động cơ của Akagi ngừng hoạt động và nó chết đứng giữa biển lúc 13 giờ 50 phút; thủy thủ đoàn, ngoại trừ hạm trưởng Taijiro Aoki và các đội kiểm soát hư hỏng, được cho di tản. Nó cháy suốt đêm nhưng không chìm trong khi thủy thủ đoàn chiến đấu một cách tuyệt vọng chống lại đám cháy đang lan tràn. Các đội kiểm soát hư hỏng cuối cùng được lệnh phải cho di tản, cũng như là hạm trưởng Aoki.
Sang 04 giờ 50 phút ngày 5 tháng 6, Yamamoto ra lệnh đánh đắm Akagi. Ông nói với ban tham mưu của mình: "Một thời tôi đã là hạm trưởng của Akagi, và với lòng đau xót thực sự khi tôi phải ra lệnh đánh đắm nó." Các tàu khu trục Arashi, Hagikaze, Maikaze và Nowaki, mỗi chiếc phóng một quả ngư lôi, và chiếc tàu sân bay chìm lúc 05 giờ 20 phút với mũi chìm trước ở tọa độ 30°30′B 178°40′T / 30,5°B 178,667°T; 267 người trong thành phần thủy thủ đoàn đã tử trận theo con tàu, con số thấp nhất so với tất cả các tàu sân bay Nhật khác bị mất trong trận này. Việc bị mất Akagi cùng với ba tàu sân bay hạm đội khác tại Midway, bao gồm hai phần ba tổng số tàu sân bay hạm đội cùng những đội bay nòng cốt của Không hạm đội 1, là một thất bại chiến lược nghiêm trọng cho phía Nhật Bản, góp phần đáng kể cho thất bại sau cùng của Nhật Bản trong chiến tranh. Trong một nỗ lực nhằm che giấu sự thất bại, Akagi không được rút ngay khỏi danh sách Đăng bạ Hải quân, nhưng được liệt kê như "tàu không biên chế""cho đến khi được rút khỏi danh sách vào ngày 25 tháng 9 năm 1942.

## Danh sách thuyền trưởng
- Ryutaro Kaizu: 25 tháng 3 năm 1927 - 1 tháng 12 năm 1927
- Seizaburo Kobayashi: 1 tháng 12 năm 1927 - 10 tháng 12 năm 1928
- Yamamoto Isoroku: 10 tháng 12 năm 1928 - 1 tháng 11 năm 1929
- Kiyoshi Kitagawa: 1 tháng 11 năm 1929 - 26 tháng 10 năm 1930
- Goro Hara: 26 tháng 10 năm 1930 - 1 tháng 12 năm 1930
- Hideho Wada: 1 tháng 12 năm 1930 - 28 tháng 8 năm 1931
- Jiro Onishi: 28 tháng 8 năm 1931 - 1 tháng 12 năm 1931
- Nam tước Masaki Shibayama: 1 tháng 12 năm 1931 - 1 tháng 12 năm 1932
- Eijiro Kondo: 1 tháng 12 năm 1932 - 20 tháng 10 năm 1933
- Nishizo Tsukahara: 20 tháng 10 năm 1933 - 1 tháng 11 năm 1934
- Rokuro Horie: 1 tháng 11 năm 1934 - 15 tháng 11 năm 1935
- Toshio Matsunaga: 15 tháng 11 năm 1935 - 1 tháng 12 năm 1936
- Kokichi Terada: 1 tháng 12 năm 1936 - 27 tháng 8 năm 1937
- Shinichi Moizumi: 27 tháng 8 năm 1937 - 1 tháng 12 năm 1937
- Junichi Mizuno: 1 tháng 12 năm 1937 - 15 tháng 11 năm 1938
- Kinpei Teraoka: 15 tháng 11 năm 1938 - 15 tháng 11 năm 1939
- Rynosuke Kusaka: 15 tháng 11 năm 1939 - 15 tháng 10 năm 1940
- Ko Ito: 15 tháng 10 năm 1940 - 25 tháng 3 năm 1941
- Hasegawa Kiichi: 25 tháng 3 năm 1941 - 25 tháng 4 năm 1942
- Taijiro Aoki: 25 tháng 4 năm 1942 - 5 tháng 6 năm 1942